# Olivia Nova
Olivia Nova (eigentlich Alexis Rose Forte, * 28. April 1997 in Coon Rapids, Minnesota; † 7. Januar 2018 in Las Vegas, Nevada) war eine US-amerikanische Pornodarstellerin.

## Biografie
Olivia Nova startete ihre Pornofilmkarriere im März 2017 und wurde durch die Agentur LA Direct des britischen Pornodarstellers und -regisseurs Ben English vertreten. Insgesamt spielte sie in 19 Produktionen mit, darunter in Folge 155 der Reihe Barely Legal der Produktionsfirma Hustler. Drei weitere Filme nennen sie im Titel. Zu ihren Szenenpartnern und -partnerinnen zählte unter anderen Abella Danger. Zusammen mit Lana Rhoades wurde sie in der Kategorie Best Girl/Girl Sex Scene für einen AVN Award 2018 nominiert.
Nova wurde am 7. Januar 2018 leblos in ihrer Wohnung in Las Vegas aufgefunden. Die Annahme, sie sei durch kombinierten Alkohol- und Medikamentenmissbrauch gestorben, bewahrheitete sich zunächst nicht. Als offizielle Todesursache galt eine Sepsis infolge eines Harnwegsinfekts. Gemäß einem späteren toxikologischen Gutachten eines Gerichtsmediziners aus Las Vegas war die Darstellerin dagegen an einer Kombination aus Alkohol und Kokain gestorben. Ihr Tod fand weltweit Beachtung, so beispielsweise in US-amerikanischen, australischen, britischen, deutschen, österreichischen, polnischen und rumänischen Medien, insbesondere da zuvor mit Shyla Stylez, August Ames und Yurizan Beltran drei weitere Darstellerinnen innerhalb weniger Wochen nacheinander gestorben waren.

## Filmografie (Auswahl)
- 2017: Barely Legal 155
- 2017: Lana Is Olivia’s Dream
- 2017: Olivia and Ashley Threeway
- 2017: Olivia’s Wet Little Secret
- 2017: Please Make Me Lesbian 14
- 2017: Women Seeking Women 145

## Nominierungen
2018: AVN-Award „Best Girl/Girl Sex Scene“ für „A Lesbian Seduction“ (Digital Sin, 2017)